# Philomedes foveolatus
Philomedes foveolatus is een mosselkreeftjessoort uit de familie van de Philomedidae. De wetenschappelijke naam van de soort is, als Pseudophilomedes foveolata, voor het eerst geldig gepubliceerd in 1894 door Müller.